# Cryptanthus
Cryptanthus Otto & A.Dietr.  ( do grego "cryptos" = oculto, escondido e "anthos" = flor) é um género botânico pertencente à família Bromeliaceae, subfamília Bromelioideae.
São bromélias encontradas quase que exclusivamente nas florestas do Brasil oriental.[carece de fontes?]

## Espécies
O gênero Cryptanthus possui 67 espécies reconhecidas atualmente.
- Cryptanthus acaulis (Lindl.) Beer
- Cryptanthus alagoanus Leme & J.A.Siqueira
- Cryptanthus bahianus L.B.Sm.
- Cryptanthus beuckeri E.Morren
- Cryptanthus bibarrensis Leme
- Cryptanthus bivittatus (Hook.) Regel
- Cryptanthus brevifolius Leme
- Cryptanthus bromelioides Otto & A.Dietr.
- Cryptanthus burle-marxii Leme
- Cryptanthus capitatus Leme
- Cryptanthus capitellatus Leme & L.Kollmann
- Cryptanthus caracensis Leme & E.Gross
- Cryptanthus caulescens I.Ramírez
- Cryptanthus colnagoi Rauh & Leme
- Cryptanthus coriaceus Leme
- Cryptanthus correia-araujoi Leme
- Cryptanthus crassifolius Leme
- Cryptanthus delicatus Leme
- Cryptanthus diamantinensis Leme
- Cryptanthus dianae Leme
- Cryptanthus dorothyae Leme
- Cryptanthus exaltatus H.E.Luther
- Cryptanthus felixii J.A.Siqueira & Leme
- Cryptanthus fernseeoides Leme
- Cryptanthus ferrarius Leme & C.C.Paula
- Cryptanthus fosterianus L.B.Sm.
- Cryptanthus giganteus Leme & A.P.Fontana
- Cryptanthus glaziovii Mez
- Cryptanthus grazielae H.Luther
- Cryptanthus incrassatus L.B.Sm.
- Cryptanthus lacerdae Antoine
- Cryptanthus latifolius Leme
- Cryptanthus lavrasensis Leme
- Cryptanthus leopoldo-horstii Rauh
- Cryptanthus leuzingerae Leme
- Cryptanthus lutherianus I.Ramírez
- Cryptanthus lyman-smithii Leme
- Cryptanthus marginatus L.B.Sm.
- Cryptanthus maritimus L.B.Sm.
- Cryptanthus microglazioui I.Ramírez
- Cryptanthus micrus Louzada, Wand. & Versieux
- Cryptanthus minarum L.B.Sm.
- Cryptanthus odoratissimus Leme
- Cryptanthus osiris W.Weber
- Cryptanthus pickelii L.B.Sm.
- Cryptanthus praetextus E.Morren ex Baker
- Cryptanthus pseudoglaziovii Leme
- Cryptanthus pseudopetiolatus Philcox
- Cryptanthus pseudoscaposus L.B.Sm.
- Cryptanthus regius Leme
- Cryptanthus reisii Leme
- Cryptanthus reptans Leme & J.A.Siqueira
- Cryptanthus roberto-kautskyi Leme
- Cryptanthus sanctaluciae Leme & L.Kollmann
- Cryptanthus scaposus E.Pereira
- Cryptanthus schwackeanus Mez
- Cryptanthus seidelianus W.Weber
- Cryptanthus sergipensis I.Ramírez
- Cryptanthus teretifolius Leme
- Cryptanthus tiradentesensis Leme
- Cryptanthus ubairensis I.Ramírez
- Cryptanthus venecianus Leme & L.Kollmann
- Cryptanthus viridovinosus Leme
- Cryptanthus warasii E.Pereira
- Cryptanthus warren-loosei Leme
- Cryptanthus whitmanii Leme
- Cryptanthus zonatus (Vis.) Beer